# ヌーノ・ヴァレンテ
ヌーノ・ジョルジュ・ペレイラ・シルヴァ・ヴァレンテ（Nuno Jorge Pereira Silva Valente, 1974年9月12日 - ）は、ポルトガル、リスボン出身の元サッカー選手。ポジションはディフェンダー。

## 経歴
元ポルトガル代表の左サイドバック。2004年にはFCポルトでUEFAチャンピオンズリーグ優勝を達成。2006年ドイツW杯でもレギュラーであった。

## 代表歴

### 出場大会
- ポルトガル代表
  - 2006 FIFAワールドカップ

### 試合数
- 国際Aマッチ 33試合 1得点（2002年-2006年）[1]

| ポルトガル代表 | 国際Aマッチ | 国際Aマッチ |
| 年             | 出場        | 得点        |
| -------------- | ----------- | ----------- |
| 2002           | 3           | 0           |
| 2003           | 4           | 0           |
| 2004           | 9           | 1           |
| 2005           | 5           | 0           |
| 2006           | 12          | 0           |
| 通算           | 33          | 1           |

## 所属クラブ
- スポルティング・クルーベ・デ・ポルトゥガル 1993-1999

→ ポルティモネンセSC (loan) 1993-1994
→ CSマリティモ (loan) 1996-1997
- UDレイリア 1999-2002
- FCポルト 2002-2005
- エヴァートンFC 2005-2009